# ليام سلاتر
ليام سلاتر (بالإنجليزية: Liam Slater)‏ هو مصارع هاوي بريطاني، ولد في 7 أكتوبر 1993 في كيثلي ‏ في المملكة المتحدة.

## روابط خارجية
- ليام سلاتر على موقع CageMatch worker (الإنجليزية)